# 布魯斯圖里鄉 (尼亞姆茨縣)

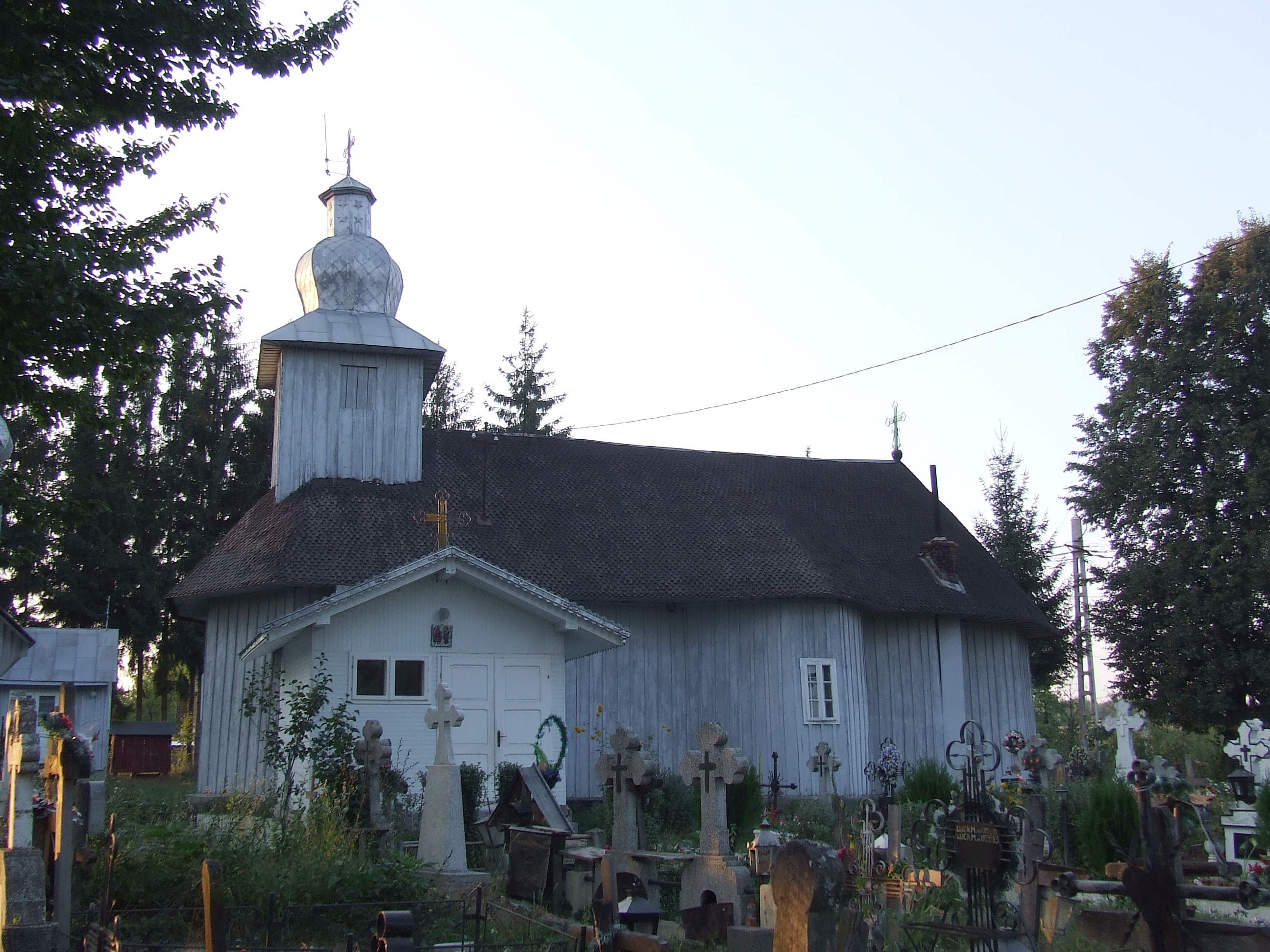
布魯斯圖里鄉

47°16′59″N 26°22′59″E / 47.283°N 26.383°E
布魯斯圖里鄉（羅馬尼亞語：Comuna Brusturi, Neamț），是羅馬尼亞的鄉份，位於該國東北部，由尼亞姆茨縣負責管轄，面積49平方公里，海拔高度341米，2007年人口3,819，人口密度每平方公里77人。